# Porrorchis hydromuris
Porrorchis hydromuris är en hakmaskart som först beskrevs av Edmonds 1957.  Porrorchis hydromuris ingår i släktet Porrorchis och familjen Plagiorhynchidae. Inga underarter finns listade i Catalogue of Life.